# Chaperón (tocado)

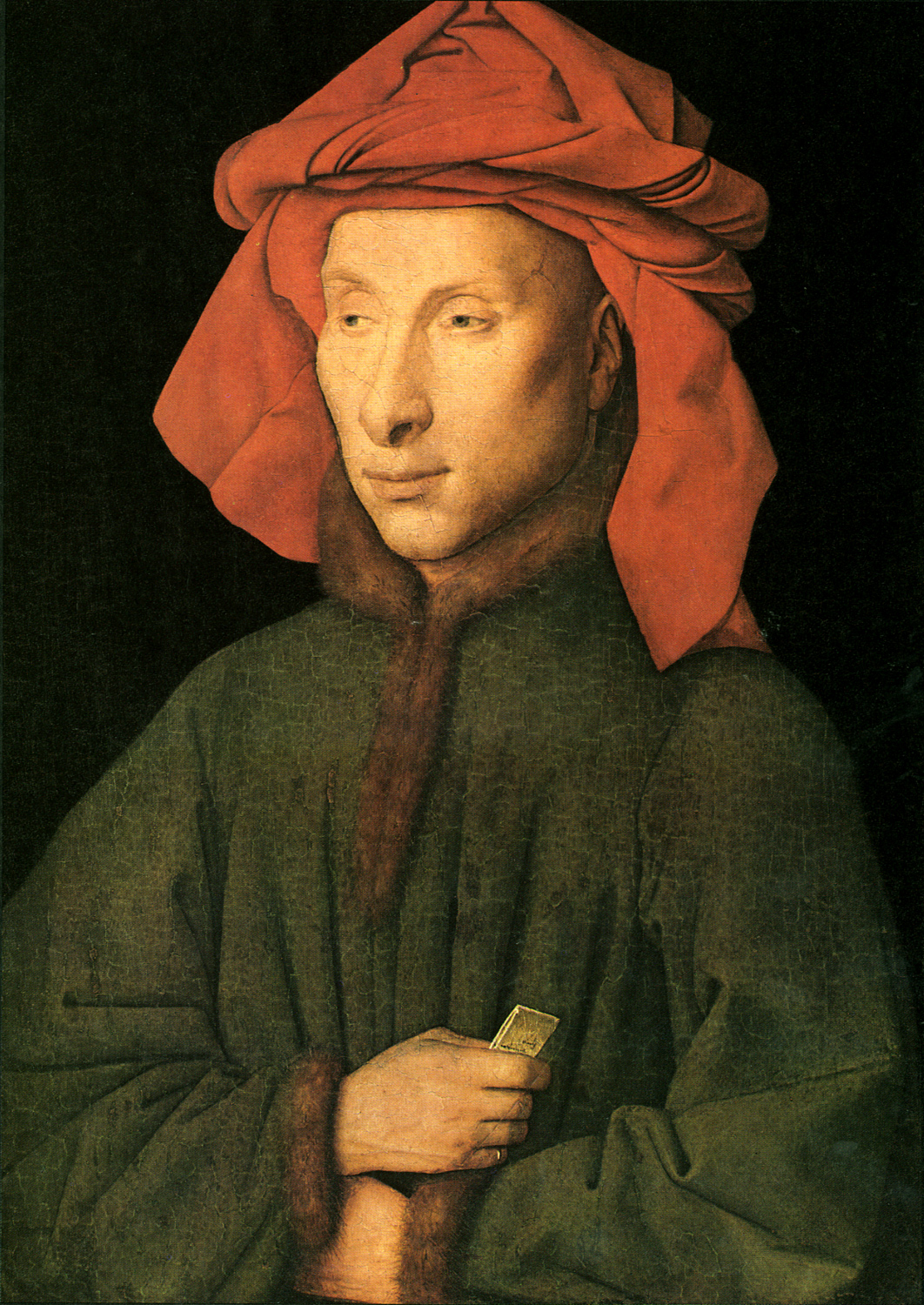
Supuesto retrato del comerciante flamenco Giovanni Arnolfini, por Jan van Eyck, hacia finales de la década de 1430. El tocado aparece aquí en forma de cornette anudado sobre la cabeza -a la manera borgoñoña-, con el patte colgando hacia atrás (estilo C). El bourrelet se encuentra girado.

Chaperón (del francés chaperon) es un tocado, capucha o gorro usado en Europa occidental durante la Edad Media. En su origen fue una capa corta con una larga coleta (liripipe) en su parte trasera y era una prenda popular. Adoptado por la burguesía gremial y los funcionarios, se transformó en un atuendo para la cabeza complejo, versátil y lujoso. Estuvo de moda desde mediados al final del siglo XV en Borgoña, apareciendo con frecuencia en la pintura flamenca primitiva.

## Orígenes humildes
El chaperón comenzó antes del 1200 como una capucha con una capa corta, que se colocaba por encima de la cabeza, o que se ataba al frente. La capucha podía ser retirada de la cabeza y que colgara en la nuca, con la capa corta alrededor del cuello y los hombros. A menudo el borde de la capa estaba cosido, cortado o con flecos en una terminación decorativa. Los había de lana, para clima frío, y más livianos para el verano. Con este diseño continuó siendo utilizado por las clases bajas hasta finales de la Edad Media, tanto por hombres como mujeres, especialmente en el Norte de Europa. La capucha era amplia en la zona posterior, y a veces terminaba en una coleta en punta.

## Términos y evolución
Chaperón es un diminutivo de la palabra chape, que deriva del término en Latín cappa, que ya podría significar gorro, capa o capucha.
La cola de la capucha, a menudo larga, era denominada tippit o liripipe en inglés, y liripipe o cornette en francés. El elemento capa era el patte en francés o cape en inglés. Posteriormente un elemento circular bourrelet (o rondel) se incorporó en ciertos casos al conjunto. Patte, cornette y bourrelet eran los términos usuales en francés en la corte de Borgoña del siglo XV, y son los utilizados aquí. En italiano los términos equivalentes eran foggia, becchetto, y mazzocchio.

## Tipología en la pintura

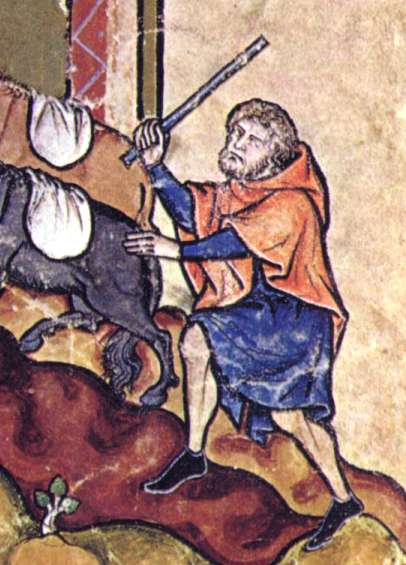
Forma original del chaperón, utilizado con la capucha caída a la espalda. Muchos eran más cortos que el de este ejemplo. Biblia Morgan (s. XIII).
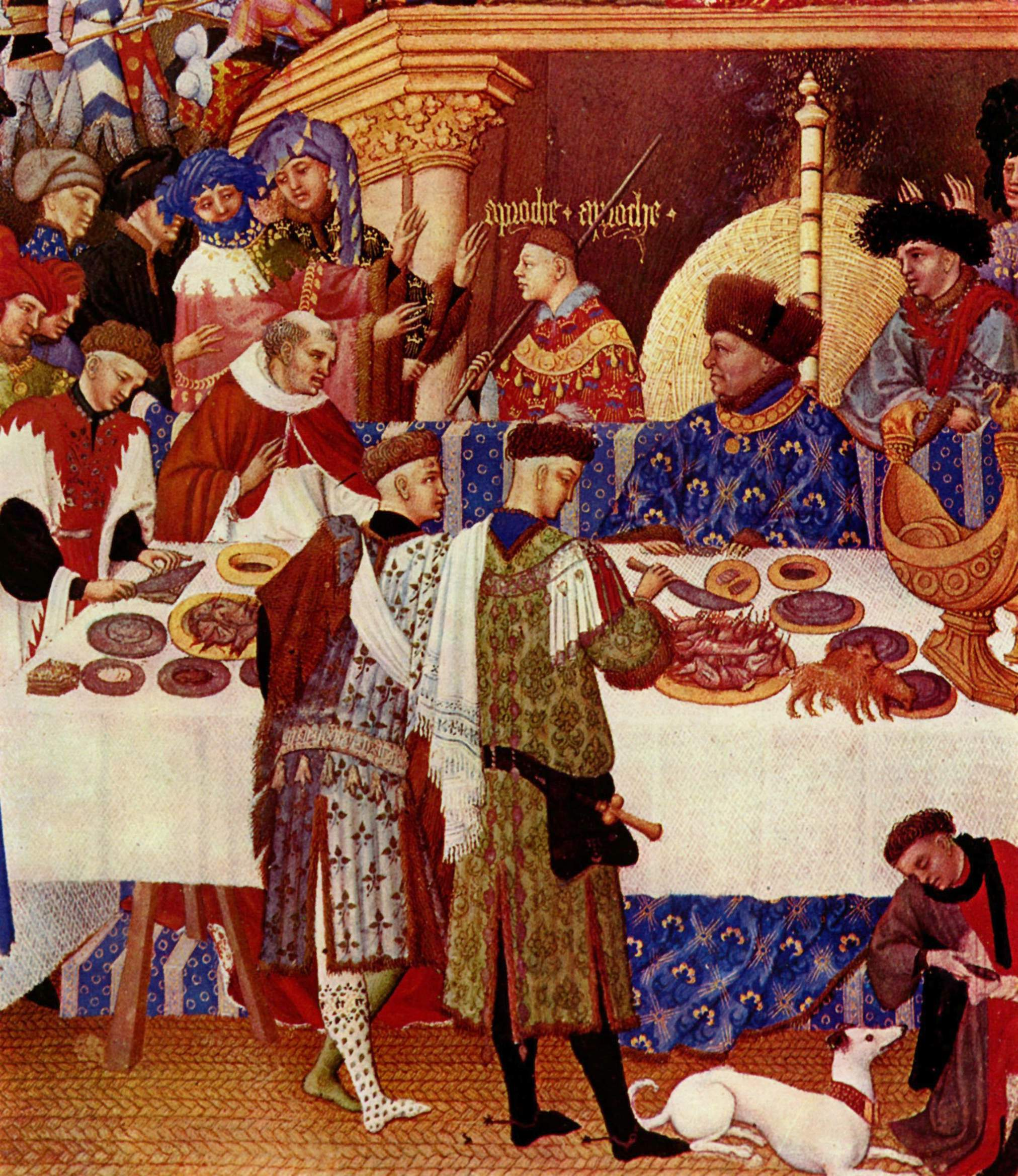
Les Très Riches Heures du duc de Berry, enero (detalle), c. 1410; los dos cortesanos de pie detrás de la mesa a la izquierda visten chaperones de confección elaborada.
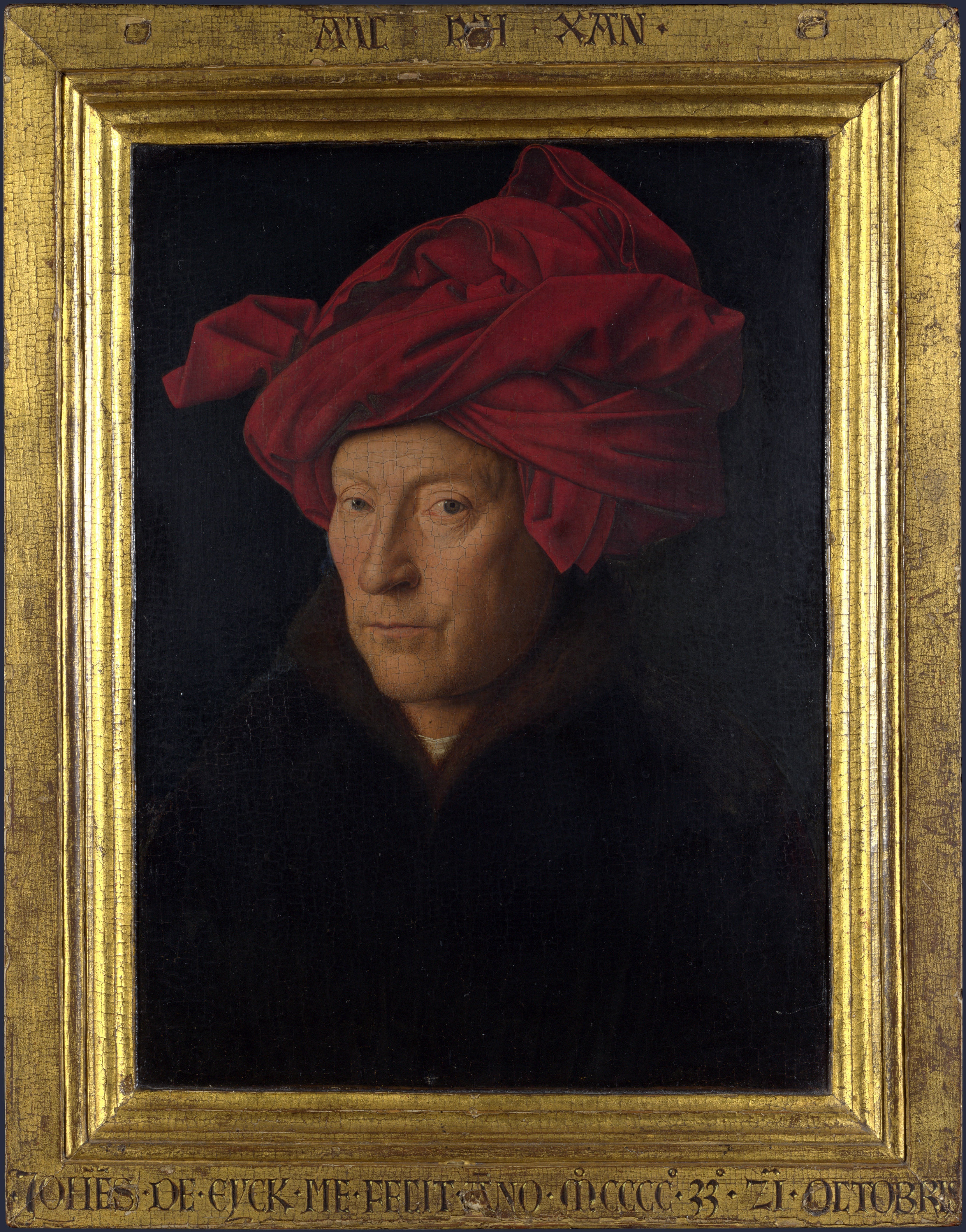
Posible autorretrato de Jan van Eyck (1433) con el chaperón recogido como un turbante (se ha propuesto que para pintar con comodidad).
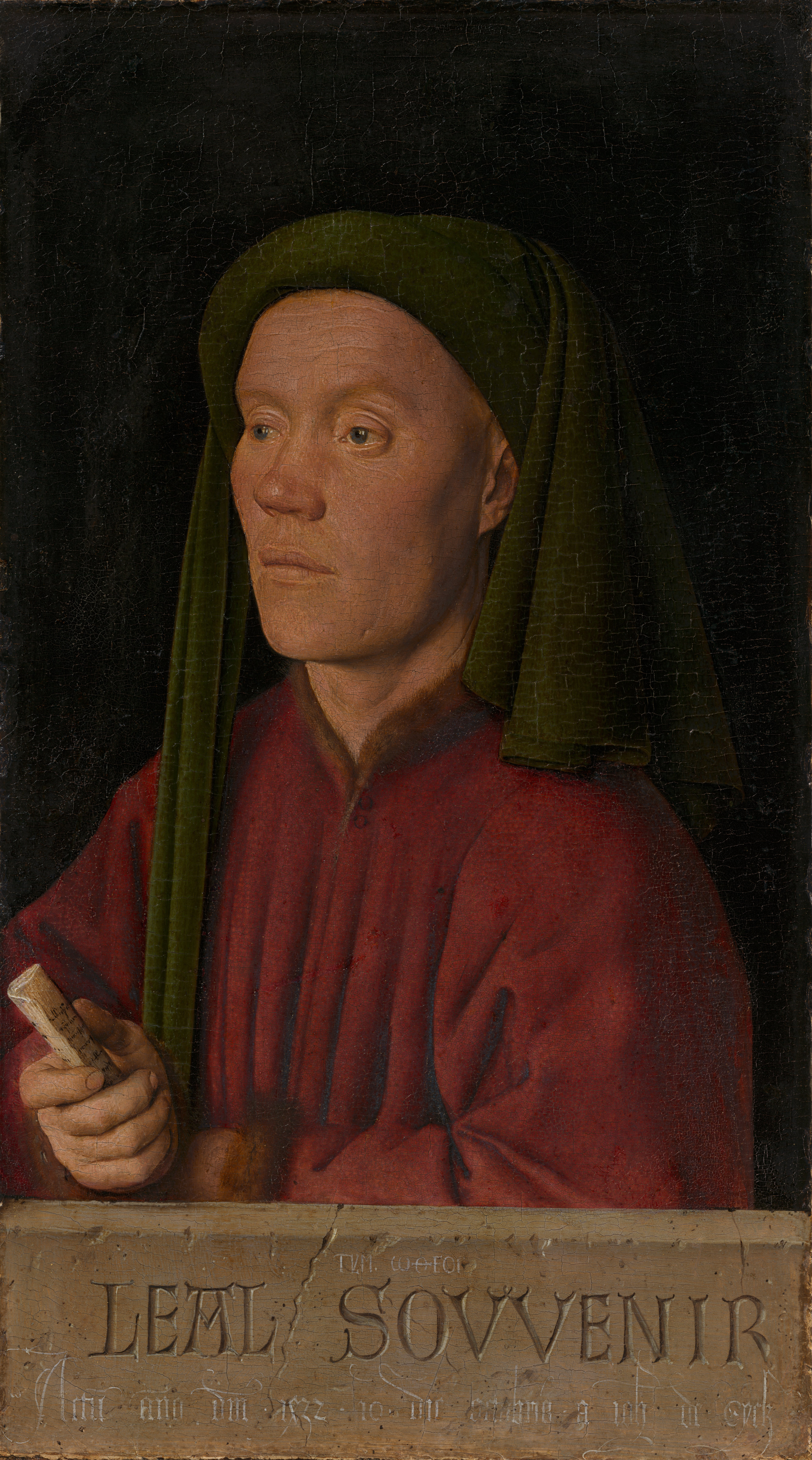
Leal souvenir por Jan van Eyck 1432. Un chaperón simple de lana, con bourrelet,y cornette cayendo hacia adelante.
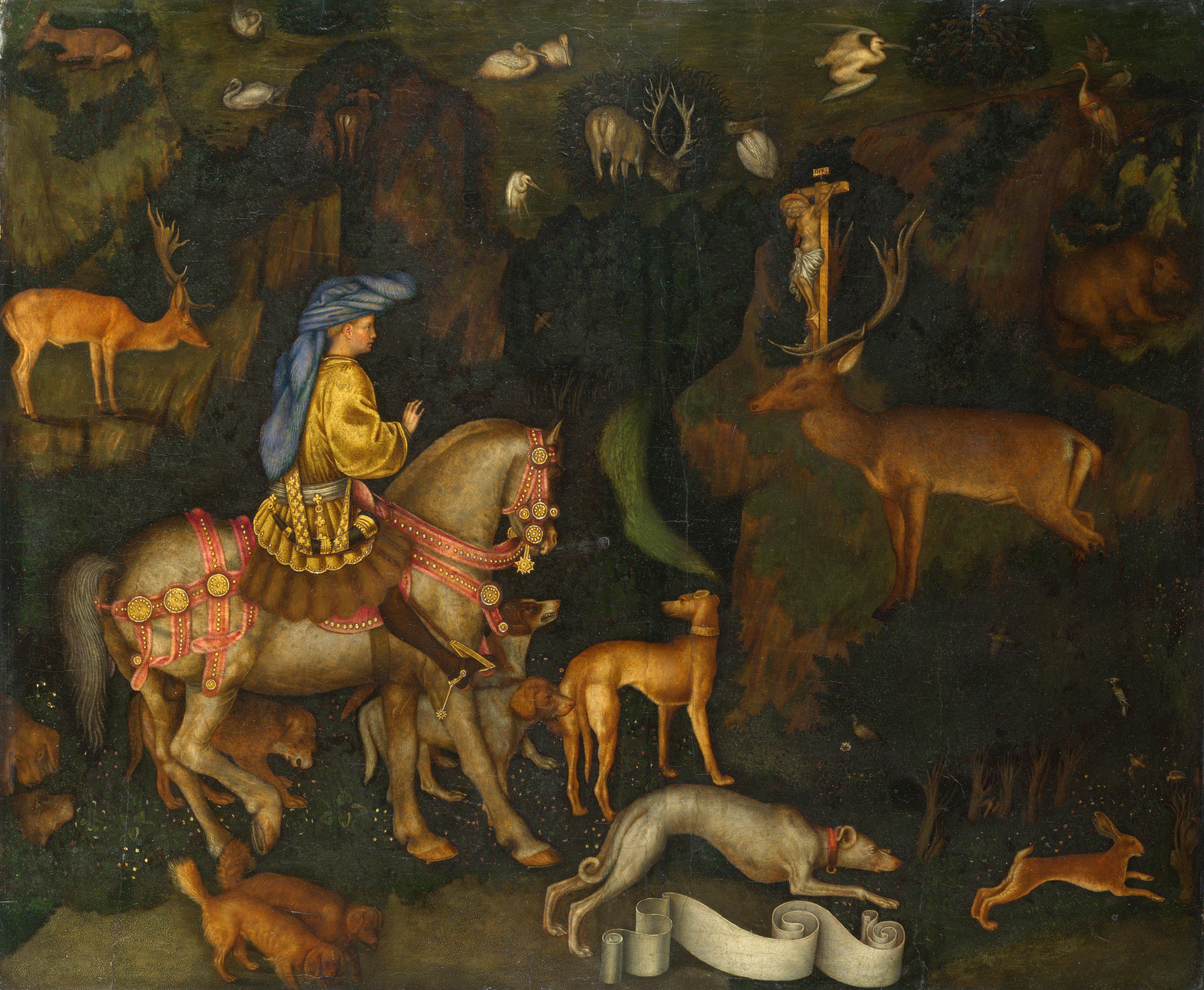
La Visión de San Eustacio por Pisanello, c1440. El santo viste un chaperón sumamente voluminoso de estilo A. Al igual que con otros sombreros pintados por Pisanello, el dibujo puede ser algo exagerado comparado con los sombreros reales.